# Workers' Socialist Federation
La  Workers' Socialist Federation (Federación Socialista de Trabajadores) era un partido político socialista en el Reino Unido, dirigido por Sylvia Pankhurst. Con muchos nombres diferentes, gradualmente amplió su política de sus inicios en los que se centraba en el sufragio femenino a convertirse finalmente en una agrupación comunista de izquierda.

## Federación del Este de Londres de la WSPU
La organización se constituyó como la Federación de la Unión Social y Política de Mujeres del Este de Londres (WSPU por sus siglas en inglés, también conocida como las Suffragettes). La East London Federation fue fundada por el Dr. Richard Pankhurst y su esposa Emmeline Pankhurst en 1893, y se diferenciaba de su organización matriz por ser democrática e incluir tanto a mujeres como a hombres, entre los que cabe mencionar a George Lansbury.
En aquel momento, Sylvia Pankhurst no estaba de acuerdo en muchos aspectos con el camino que estaba tomando la WSPU. Quería una organización explícitamente socialista que abordara cuestiones más amplias que el sufragio femenino, alineada con el Partido Laborista Independiente, con base en la clase obrera del East End de Londres. También quería centrarse en la acción colectiva de las personas trabajadoras, en lugar de llevar a cabo ataques individuales a la propiedad.

## Federación de sufragistas del este de Londres
Estas y otras diferencias, incluidas algunas de carácter personalh, llevaron a la expulsión de Sylvia Pankhurst y de la East London Federation, de la WSPU. A principios de 1914, se rebautizaron como  East London Federation of Suffragettes (ELFS) y pusieron en marcha un periódico, Women's Dreadnought. 
Al principio, el grupo hizo campaña por el sufragio universal y se movilizó entre los parlamentarios, con la ayuda de Keir Hardie. Con el estallido de la Primera Guerra Mundial, también comenzaron a oponerse a la participación en la guerra, apoyando las posiciones de la Conferencia de Zimmerwald. Este punto de vista inicialmente no contaba con el apoyo del grupo, pero se pusieron a trabajar para aliviar el sufrimiento en el East End.
El ELFS estableció una cadena de restaurantes a precios de costo y estableció una fábrica de juguetes, una clínica gratuita y una guardería Montessori. También hicieron campaña en favor del reconocimiento de pensiones de viudedad y asignaciones para dependientes.

## Workers' Suffrage Federation
A medida que la opinión pública se volvió en contra de la guerra, el grupo ganó nuevos apoyos y su periódico aumentó su circulación. Para reflejar sus posiciones políticas  más amplias, en marzo de 1916 se rebautizó como Federación del Sufragio de los Trabajadores (FSM). Del mismo modo, en julio de 1917, el periódico pasó a llamarse Workers’ Dreadnought. Desde principios de 1917, adoptó un nuevo objetivo: "asegurar el Sufragio Universal, es decir, el Voto, para cada Mujer y Hombre mayor de edad, y conquistar la Libertad Social y Económica para el Pueblo".
El FSM apoyó el Levantamiento Irlandés de 1916 y se convirtió en un destacado defensor de la mejora del bienestar social mientras seguía luchando en favor del sufragio universal. Como tal, se opuso al Proyecto de Ley de Franquicias que finalmente otorgó el voto a las mujeres en Gran Bretaña para las elecciones generales, ya que las restricciones al voto de las mujeres eran mucho más estrictas que las de los hombres.
A pesar de la evolución de su visión política, durante gran parte de 1917, el partido permaneció enfocado en hacer campaña a favor del sufragio universal y por el final de la Primera Guerra Mundial. Recibió con agrado la Revolución de Febrero en Rusia, en gran parte sobre la base de que establecería una Asamblea Constituyente elegida por sufragio universal y retiraría a Rusia de la guerra.  Con el paso de los meses, el FSM constató en el Workers’ Dreadnought que se había generado una situación de doble poder entre el Soviet de Petrogrado y el Gobierno Provisional Ruso,y tras analizar las actitudes de las distintas facciones socialistas, decidió para alinearse con los bolcheviques.
Más adelante, el partido apoyó con entusiasmo la Revolución de Octubre de 1917,   que actuó como un catalizador que cambió su posición de apoyar el sufragio universal hacia el antiparlamentarismo. Cuando, en enero de 1918, el nuevo gobierno bolchevique en Rusia disolvió la Asamblea, el grupo dio la bienvenida a su reemplazo por el Congreso de los soviets de toda Rusia y ahora argumentó que los soviets eran la forma de gobierno más democrática. El FSM también esperaba con ansias la retirada de Rusia de la guerra, dando la bienvenida al Tratado de Brest-Litovsk como un paso hacia la paz. Durante este período, el FSM llevó a cabo campañas contra la intervención aliada en la Guerra Civil Rusa, con el lema "Manos fuera de Rusia". El FSM exigió que el gobierno británico negociara la paz con la Rusia soviética, instó al movimiento obrero a tomar medidas en apoyo del gobierno soviético y, finalmente, pidió a los trabajadores que lanzaran una huelga general que obligaría a poner fin a la intervención. En la edición de abril de 1918 de Workers' Dreadnought, Pankhurst argumentó que la forma más efectiva de ayudar al gobierno soviético en Rusia sería establecer consejos de trabajadores en Gran Bretaña, y luego insistió en que se necesitaría una revolución mundial para derrocar al gobierno global. capitalismo para que la revolución rusa sobreviva.

## Federación Socialista de Trabajadores (Workers' Socialist Federation)
El apoyo de la FSM al sistema soviético los llevó a dudar de la posibilidad de establecer el socialismo a través de un sistema parlamentario, defendiendo cada vez más que solo los soviets podrían formar la "maquinaria de dirección y coordinación" de la revolución social.  En mayo de 1918, la conferencia del partido acordó volver a renombrar el grupo, ahora como  Workers' Socialist Federation, Federación Socialista de los Trabajadores, reflejando su creciente oposición al parlamentarismo. Sin embargo, sus puntos de vista sobre el parlamentarismo permanecieron en un estado de transición, sin que llegara a existir un consenso interno sobre el tema.  Mientras se llevaban a cabo los preparativos para las elecciones generales del Reino Unido de 1918, el FSM declaró que no presentaría candidatos en las elecciones, y la propia Pankhurst se negó a presentarse a la circunscripción de Sheffield Hallam, pero siguió dispuesta a apoyar a otros candidatos socialistas para el Parlamento.. El grupo pasó a apoyar a los tres candidatos del Partido Laborista Socialista (SLP) en las elecciones, junto con los socialistas independientes David Kirkwood y John Maclean, y permitió a miembros individuales hacer campaña a favor de los candidatos del Partido Laborista.
En marzo de 1919, la FST había adoptado una posición antiparlamentaria de línea dura, y Pankhurst argumentó que los socialistas debían elegir entre "perpetuar el sistema parlamentario" o construir "una república industrial al estilo soviético". En la conferencia del partido en junio de 1919, votó a favor de ignorar todas las elecciones futuras y también de seguir el consejo de la Tercera Internacional iniciando conversación con otros grupos socialistas con el objetivo de formar un partido comunista único. Como resultado, organizó reuniones en Londres a finales de mes, a las que asistían tanto antiparlamentaristas como la FST y la Sociedad Socialista de Gales del Sur (SWSS), como también partidarios del "parlamentarismo revolucionario", incluidos el SLP y Partido Socialista Británico (BSP). Pankhurst escribió a Vladimir Lenin en julio de 1919, pidiéndole su apoyo a la oposición del partido a presentarse a las elecciones; pero, para su decepción, él le contestó que renunciar a la acción parlamentaria sería un error.  Aunque no cambió su punto de vista, la FST eliminó esta política de sus prioridades con la esperanza de impulsar las negociaciones de unidad, decisión criticada por Rose Witcop de la Liga Comunista.
También comenzó a trabajar con el Comité de Trabajadores de Londres.
Además del tema de la acción parlamentaria, la cuestión de la afiliación al Partido Laborista supuso otro obstáculo para las negociaciones de unidad. En marzo de 1920, el comité ejecutivo de la FST declaró que "si el BSP se niega a retirarse del Partido Laborista, continuaremos con [la] formación de [un] Partido Comunista".En junio de 1920, se había hecho evidente que las negociaciones de unidad no satisfarían a todos los participantes, ya que no podían ponerse de acuerdo ni sobre la acción parlamentaria ni sobre si el nuevo partido comunista debería intentar afiliarse al Partido Laborista. En un intento por adelantarse a la Convención de Unidad Comunista, que creían que estaría dominada por aquellos de "derecha" que favorecían el parlamentarismo y la afiliación, la FST convocó una "Conferencia de Emergencia", invitando a todos los "comunistas de izquierdas" que se oponían al parlamentarismo y a la afiliación.

## Partido Comunista (Sección Británica de la Tercera Internacional)
La conferencia se celebró en junio de 1920, pero sólo asistieron miembros de la FST, y algunos grupos locales e independientes. Se acordó formar el Partido Comunista (Sección Británica de la Tercera Internacional) (CP(BSTI)) y se votó a favor de boicotear futuras reuniones de unidad. En cambio, intentaron interesar a la SLP para que se fusionara con ellos. Propusieron abrir conversaciones con el Partido Socialista de Gran Bretaña y la Sección Británica del Partido Laborista de la Internacional Socialista, pero luego se retiraron, lo que hizo que el ejercicio fracasara. Sin embargo, el PC (BSTI) ganó influencia en el Partido Laborista Comunista Escocés y formaron el pequeño Partido Comunista del Sur de Gales y el Oeste de Inglaterra.
Mientras tanto, el BSP había formado el Partido Comunista de Gran Bretaña (CPGB). Lenin llamó a otros comunistas a unirse al nuevo partido, y el PC (BSTI) fue uno de los grupos de los que habla en su obra El comunismo de izquierda: un trastorno infantil. Aunque el Workers Dreadnaught criticó abiertamente este panfleto, Pankhurst asistió al Segundo Congreso de la Internacional Comunista, en la que el mismo Lenin persuadió a Sylvia de que sus objeciones eran menos importantes que la unidad y que sería posible hacer una oposición antiparlamentaria dentro del CPGB. Pankhurst convocó entonces una conferencia, invitando al Movimiento de Comités de Trabajadores y Delegados Sindicales de Inglaterra, al Partido Laborista Comunista, al Comité de Trabajadores de Escocia y el Grupo Comunista de Glasgow. Fue arrestada en septiembre, pero con el apoyo de Willie Gallacher, todos los grupos del bar de conferencias de Guy Aldred, con el Grupo Comunista de Glasgow, acordaron fusionarse con el Partido Comunista de Gran Bretaña en enero de 1921.
Después de un tiempo, Pankhurst recibió instrucciones de poner al Workers' Dreadnought bajo el control del partido, pero ella se negó, y criticó a los miembros del Partido Comunista de la Junta de Guardianes de Poplar por aceptar reducir la ayuda de la Ley de Pobres. Esta fue la razón oficial de su expulsión del CPGB en septiembre de 1921. Si bien la idea del centralismo democrático, recién aceptada como principio rector del CPGB, parecería sugerir que estaba yendo contra las normas, el Labor Monthly continuó como representante de RP Dutt e incluso recibió subsidios.

## Partido Comunista de los Trabajadores
Pankhurst reorganizó a su grupo de seguidores en torno a Workers Dreadnought y comenzó a criticar la admisión de los sindicatos en la Internacional Roja de Sindicatos del Trabajo y a advertir que sentían que los bolcheviques estaban empezando a "deslizarse hacia la derecha". La disminución del conflicto de clases que culminó con la disolución del Movimiento de Delegados Sindicales había reavivado los debates sobre el sindicalismo dentro del movimiento socialista británico, que se dividió en dos bandos: los "amalgamadores" que abogaban por la fusión de los sindicatos existentes en sindicatos industriales y el "doble sindicalismo" que abogaba por la constitución de nuevos sindicatos industriales desde cero. Mientras que los sindicalistas alineados con el CPGB buscaban en gran medida la fusión, el grupo Dreadnought se postularon hacia el sindicalismo dual, y Pankhurst escribió en un artículo de agosto de 1921 que los trabajadores debían unirse en un gran sindicato capaz de abolir el capitalismo. Pankhurst criticó los intentos de reformar los sindicatos existentes desde dentro, estableciendo paralelismos entre la táctica de los amalgamadores de intentar cambiar el liderazgo sindical desde dentro y las experiencias socialistas anteriores con el electoralismo, argumentando que el sindicalismo institucional debía ser abolido por completo y reemplazado por el sindicalismo industrial.
El grupo Dreadnought abogaba por agrupar los sindicatos industriales bajo los auspicios del "Sindicato Revolucionario de Todos los Trabajadores": concebido como un "Un gran sindicato" que uniría a todos los trabajadores en una lucha contra el capitalismo.  En febrero de 1922, el grupo Dreadnought estableció el Partido Comunista de los Trabajadores (PCT), con esta política sindicalista industrial recientemente adoptada como base. En el programa del partido, se declaraba que el objetivo era: 

Preparar la revolución proletaria, creando Soviets o consejos obreros en todas las ramas de la producción, distribución y administración, para que los obreros puedan tomar y mantener el control. Con este objeto, organizar Una Gran Unión Revolucionaria: (a) construida sobre la base de los talleres, que abarque a todos los trabajadores, sin distinción de sexo, oficio o grado, que se comprometan a trabajar por el derrocamiento del Capitalismo y el establecimiento de los Soviets obreros; (b) organizada en un departamento para cada industria o servicio; (c) los parados organizados como un departamento de la Unión Revolucionaria Única, para que puedan tener representación local y nacional en los Soviets obreros.

El PCT había sido influenciado por la formación del Sindicato General de Trabajadores de Alemania (AAUD) a cargo del Partido Comunista de los Trabajadores de Alemania (KAPD) durante la Revolución Alemana. Pretendían establecer una contraparte británica de la AAUD, del mismo modo que el PCT pretendía ser la contraparte británica del KAPD. Tomando como base el programa de la AAUD, en septiembre de 1922 el PCT estableció la Unión Revolucionaria de Todos los Trabajadores (URTT) para implementar sus objetivos sindicalistas revolucionarios, imaginando a la URTT como un gran sindicato que gestionaría por sí mismo la transición al socialismo. El sindicato se organizó siguiendo líneas sindicalistas industriales, donde los talleres, fábricas, distritos, áreas y consejos nacionales elegían delegados revocables desde abajo hacia arriba. El PCT rápidamente quedó obsoleto y posteriormente fue reemplazado por la URTT, ya que la URTT adoptó todo el programa del PCT como propio y lo desarrolló hasta convertirlo en uno aún más completo que el del PCT, aceptando ser miembro de la URTT sólo con la condición de adherirse a los seis puntos de la plataforma PCT: 
1. difundir ideas comunistas;
2. abstención electoral y propaganda antiparlamentaria;
3. negativa de afiliación al Partido Laborista o cualquier otra organización reformista;
4. emancipar a los trabajadores de los sindicatos existentes;
5. organizar "Un Sindicato Revolucionario" como precursor de los consejos de trabajadores;
6. y afiliación a la Internacional Comunista de Trabajadores (KAI).

La fundación del URTT se basó en la política prefigurativa del PCT, ya que el URTT tenía como objetivo organizar por sí mismo los consejos de trabajadores que luego se apoderarían de los medios de producción y formarían la base de una sociedad comunista de consejos, con el PCT incluso afirmando en 1923 que "el comunismo y la Unión Revolucionaria de Todos los Trabajadores son sinónimos". Este modelo contrastaba con la formación de los soviets de la Revolución Rusa y los consejos obreros de la Revolución Alemana, en gran medida espontáneamente sin su desarrollo por organizaciones preexistentes, pero en Gran Bretaña este tipo de organización ya no era posible. desde el declive del movimiento huelguístico. Sin embargo, el modelo de sindicalismo dual tampoco dio frutos en Gran Bretaña, ya que sus circunstancias materiales eran muy diferentes de las de Estados Unidos, donde los Trabajadores Industriales del Mundo (IWW) sí tuvieron éxito. La falta de recepción del sindicalismo dual hizo que la URTT existiera en gran medida dentro de la literatura del PCT en Workers' Dreadnought. Cuando la URTT anunció su campaña para construir la "Gran Unión" en julio de 1923, también admitieron que no tenían fondos y que tenían muy poca gente. A pesar del optimismo sobre un aumento del sentimiento revolucionario, a finales de 1923 la URTT se había disuelto.
A pesar del fracaso de la URTT, en julio de 1923 el PCT anunció la formación de la Organización de Trabajadores Desempleados (UWO), inspirada estrechamente en la IWW como alternativa al "reformista" Movimiento Nacional de Trabajadores Desempleados (NUWM) del CPGB. Inicialmente, esto atrajo a numerosos exmiembros del NUWM, a veces incluso a ramas enteras en todo Londres. A principios de 1924, contaba con 3.000 miembros, la mayoría en Londres pero también en Leeds. La organización creció rápidamente, lo que acabó resultando contrario a los objetivos de la UWO de organizar un "ejército de producción", dado que sus miembros estaban formados por desempleados.
Al final, no se constituyó formalmente ningún grupo nacional, y más tarde se refirieron a la red como Grupo de Trabajadores Comunistas, aunque en ese momento era un partido muy pequeño. El 14 de junio de 1924, Workers' Dreadnought dejó de publicarse, poniendo fin definitivamente al PCT.